# Joan Caldés Lizana
Joan Caldés Lizana (Llucmajor, Mallorca, 1921 - Madrid, 2008) fou un advocat mallorquí. Joan Caldés estudià dret a Madrid on es doctorà el 1945. Fou professor de la Universitat de Madrid. El 1948 creà amb altres advocats la primera escola de pràctica jurídica de Madrid. Entre 1959 i 1968 fou director general del Banco Popular Español i després, fins al 1971 director general de l'Institut de Caixes d'Estalvi (ICA) on impulsà l'obra social especialment a les Illes Balears amb la creació de residències per a la tercera edat, escoles de patronat, edició de Desarrollo económico-social regional (1970) i la creació de noves caixes. El 1971, quan es dissolgué l'ICA, fou nomenat director general del Banc d'Espanya, càrrec que deixà el 1984. Fou membre del Consell General de l'Advocacia des del 1974. El 1970 fou proclamat fill predilecte de Llucmajor.